# Pawelec
Pawelec – część wsi Wda w Polsce, położona w województwie pomorskim, w powiecie starogardzkim, w gminie Lubichowo, na północnoiwschodnim skraju obszaru Borów Tucholskich.
W latach 1975–1998 Pawelec należał administracyjnie do województwa gdańskiego.